# نقاط شوفنر
نِقَاط شُوفْنَر هي موجوداتٌ دموية، ترتبط مع الملاريا،  وتوجدً حصريًا في العدوى التي تسببها المتصورة البيضية أو المتصورة النشيطة.
تتسبب المتصورة النشيطة في حدوث تغييراتٍ شكليةٍ في خلايا الدم الحمراء للمضيف المُصاب والتي يمكن رؤيتها بواسطة الفحص المجهري الضوئي في مسحات الدم المصبوغة بصبغة رومانوفسكي كنقاطٍ متعددةٍ ذاتُ لونٍ أحمرٍ طوبي. هذه التغييرات الشكلية، والتي يشار إليها باسم نقاط شوفنر، مهمةٌ في تحديد هذا النوع من طفيليات الملاريا، وقد ارتبطت بالمجهر الإلكتروني مع مجمعاتٍ من كهيفاتٍ حويصلية على طول بلازما خلايا الدم الحمراء.
سُميت هذه النقاط نسبةً إلى ويلهلم شوفنر [الإنجليزية]، الذي وصفها عام 1904.